# Casa VanDyke-Libby
La Casa VanDyke-Libby es una casa histórica situada en 612 Vermillion Street en la ciudad de Hastings, en el estado de Minnesota (Estados Unidos). Está inscrita en el Registro Nacional de Lugares Históricos. Fue construido en 1868 por William J. Van Dyke, un banquero y comerciante. En 1880, Rowland C. Libby, quien era copropietario de un aserradero y una fábrica de puertas y marcos, compró la casa. Vivió allí hasta 1911; en 1914 el edificio se convirtió en sanatorio. Originalmente conocido como Hope Sanitarium, su nombre se cambió más tarde a St. Raphael's Hospital, que en 1929 se trasladó a la Casa Thompson-Fasbender.
La arquitectura del Segundo Imperio del edificio se refleja en su techo abuhardillado y su imponente tamaño. El costo original para construir la casa fue de 25 000 dólares de entonces.